# Robert Sternberg
Robert Jeffrey Sternberg, ameriški psiholog, * 8. december 1949, Newark, New Jersey, ZDA. 
Leta 2003 je bil izvoljen za predsednika Ameriškega psihološkega združenja.